# XLVI Krajowy Festiwal Piosenki Polskiej w Opolu
XLVI Krajowy Festiwal Piosenki Polskiej w Opolu odbył się w dniach od 12 do 14 czerwca 2009.

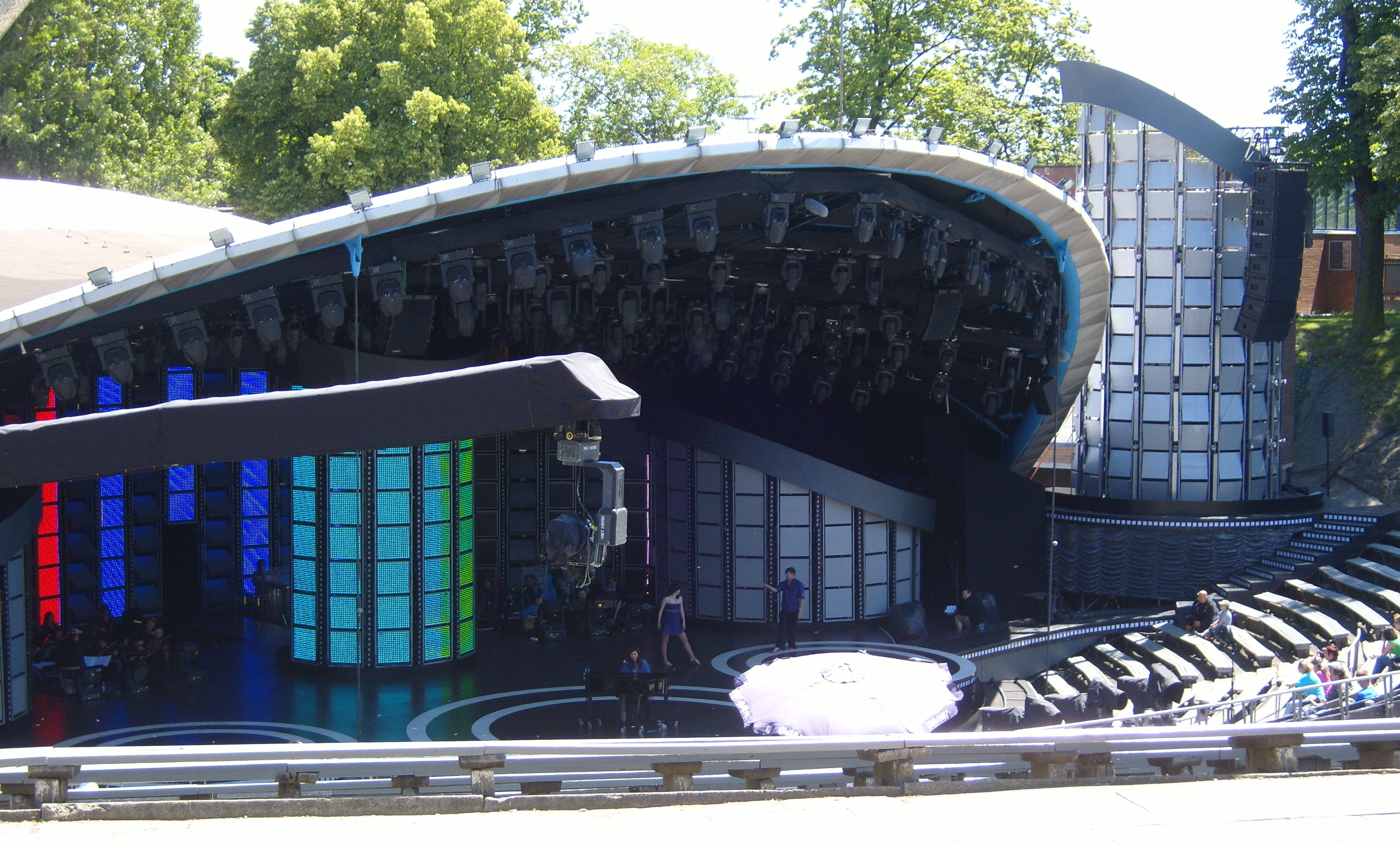
Próba przed SuperDuetami

Program 46. edycji KFPP został skonstruowany według dotychczasowej formuły (3 dni, konkursy premier, debiutów, Superjedynki i Kabareton).

## Koncert „Gwiazdorskie Towarzystwo Muzyczno-Wokalne”
- Na początek festiwalu – o godzinie 20.25 wystąpili: Piotr Gąsowski, Piotr Szwedes, Paweł Królikowski, Dariusz Kordek, Joanna Trzepiecińska, Katarzyna Skrzynecka, Zbigniew Zamachowski, Piotr Polk, Bartosz Opania, Piotr Adamczyk, Tomasz Karolak, Borys Szyc oraz Maciej Zakościelny[1].

## Koncert „Premiery 2009”
Źródło: 
| Lp. | Wykonawca                       | Piosenka                                          | Miejsce   |
| --- | ------------------------------- | ------------------------------------------------- | --------- |
| 1   | K.A.S.A                         | Powiedz gdzie jesteś                              |           |
| 2   | Candy Girl                      | Yeah!                                             |           |
| 3   | PIN                             | Konstelacje                                       |           |
| 4   | Anna Wyszkoni                   | Czy ten pan i pani                                | 2.miejsce |
| 5   | Mezo & Kasia Skrzynecka         | Opluj.pl                                          |           |
| 6   | Pectus                          | Życie na dystans                                  | 3.miejsce |
| 7   | Paulina Przybysz – Pinnawela    | Przeczucie                                        |           |
| 8   | Freedom                         | Cud cywilizacji                                   |           |
| 9   | Marek Jackowski & The Goodboys  | Kochaj mnie i daj mi siebie                       |           |
| 10  | Stanisława Celińska & Los Locos | Atramentowa rumba                                 |           |
| 11  | The Cuts                        | Pokój na jedną noc                                |           |
| 12  | Justyna Steczkowska             | Tango                                             |           |
| 13  | Maciej Maleńczuk                | Niewiele ci mogę dać (na próżno wypłakujesz oczy) | 1.miejsce |
| 14  | ZoSia                           | Mogę                                              |           |
| 15  | Ryszard Rynkowski               | Leżę sobie                                        |           |
| 16  | Rezerwat                        | Twoje czary                                       |           |

## Koncert „Debiuty 2009”
Źródło: 
1. Ustronsky – Płonie stodoła z repertuaru Czesława Niemena – 3 miejsce
2. Aleksandra Jabłonka  – Zakochani są wśród nas z repertuaru Heleny Majdaniec
3. Kasia Zaręba – Jedziemy autostopem z repertuaru Karin Stanek
4. Natalia Krakowiak – Jest taki samotny dom z repertuaru zespołu Budka Suflera – 1 miejsce
5. Mute – Zegarmistrz światła z repertuaru Tadeusza Woźniaka
6. The Falcons („dzika karta”) – Jaskółka uwięziona z repertuaru Stana Borysa
7. Kid A – Ten wasz świat z repertuaru zespołu Oddział Zamknięty
8. Tercet Mocha – Cykady na Cykladach z repertuaru zespołu Maanam – 2 miejsce
9. Gabriela Machej – Niewiele Ci mogę dać z repertuaru zespołu Perfect
10. Instytut – Mamona z repertuaru zespołu Republika
11. Strefa („dzika karta”) – Nadzieja z repertuaru zespołu Ira
12. Daria Zawiałow (Laureatka finału „Szansy na sukces”) – Era Retuszera z repertuaru Katarzyny Nosowskiej
13. Sfera – Wolność jak marzenia z repertuaru zespołu Wilki

## Koncert „Superjedynki 2009”
Źródło:

### Nominacje
Debiut Roku
- Manchester
- Marika
- Pectus

Płyta Roku
- Ewa Farna – „Cicho”
- Manchester – „Manchester”
- Tede – „Ścieżka dźwiękowa”

Artysta Roku
- Andrzej Piaseczny
- Kasia Kowalska
- Tede

Zespół Roku
- Afromental
- Coma
- PIN

Przebój Roku
- Andrzej Piaseczny – „Chodź, przytul, przebacz”
- Ewa Farna – „Cicho”
- Sokół & Pono – „W aucie”

## Kabareton
1. Kabaret Moralnego Niepokoju
2. Kabaret pod Wyrwigroszem
3. Neo-Nówka
4. Łowcy.B
5. Kabaret Młodych Panów
6. Grupa MoCarta

## Koncert „SuperDuety”
- Piotr Kupicha • Irena Jarocka – "A gdy jest już ciemno"/"Beatlemania story"
- Ewelina Flinta • Tilt – "Żałuję"/"Mówię ci, że..."
- K.A.S.A & Robert Chojnacki • VOX – "Macho"/"Bananowy song"
- Łzy • Jerzy Połomski – "Agnieszka"/"Nie zapomnisz nigdy"
- Kasia Cerekwicka • Marek Jackowski & The Goodboys – "Na kolana"/"Oprócz błękitnego nieba"
- Reni Jusis • Skaldowie – "Kiedyś cię znajdę"/"Wszystko mi mówi, że mnie ktoś pokochał"
- Justyna Steczkowska • Bogusław Mec – "Grande Valse Brilliante" z repertuaru Ewy Demarczyk/"Mały biały pies"
- Iwan Komarenko • Bolter – "Jej czarne oczy"/"Daj mi tę noc"
- Patrycja Markowska • Maciej Maleńczuk "Deszcz"/"Uważaj na niego"
- Łukasz Zagrobelny • Halina Frąckowiak – "Jeszcze o nas"/"Papierowy księżyc"
- Kasia Kowalska • Wojciech Gąssowski – "Samotnie spędzę noc"/"Tylko wróć (tak mi źle)"
- Edyta Górniak • Zbigniew Wodecki – "Jestem kobietą"/"Z tobą chcę oglądać świat"
- Andrzej Piaseczny • Krystyna Prońko – "Imię deszczu" z repertuaru zespołu Mafia/"Firma ja i ty"
- Kayah • Ryszard Rynkowski – "Testosteron"/"Wypijmy za błędy"
- Big Cyc • Shakin' Dudi – "Facet to świnia"/"Au sza la la"
- Robert Janowski – "Już nie zapomnisz mnie" z repertuaru Aleksandra Żabczyńskiego.

## Nagrody[5]
Podczas festiwalu przyznane zostaną nagrody:
- Nagroda im. Anny Jantar w konkursie DEBIUTY (I i II wyróżnienie)
- Nagroda im. Karola Musioła w konkursie PREMIERY – Złota Premiera (II i III nagroda w konkursie PREMIERY – Srebrna Premiera

i Brązowa Premiera)
- Superjedynki w 5 kategoriach: Debiut roku, Płyta roku, Zespół roku, Przebój roku, Artysta roku
- Nagroda programu 1 TVP dla Laureata konkursu „Super Występ w koncercie „Superjedynek”
- Nagroda Super Superjedynka dla najczęściej nagradzanego wykonawcy w plebiscycie Superjedynek.
- Nagroda prezesa zarządu Telewizji Polskiej, Grand Prix Festiwalu za całokształt twórczości dla Zespołu Skaldowie
- Nagroda Dziennikarzy i Fotoreporterów akredytowanych przy Festiwalu Opole 2009
- Nagroda TV Polonia dla „Artysty bez Granic” – nagroda TV Polonia i widzów dla najbardziej popularnego wykonawcy poza granicami Polski